# 2021年推動朝鮮建設核電站文件案
2021年推動朝鮮建設核電站文件案（韩语：／）是韓國監察機關在調查月城核電廠偽造文書案時，所發生的衍伸爭議事件。文在寅政府在2021年1月底時，遭指控曾推動朝鲜民主主义人民共和国建造核電站，文政府聲稱相關指控其祕密推動在朝鮮建設核電站並不屬實，指相關文件係屬內部研究資料並非韓國政府的立場。

## 事件背景與過程

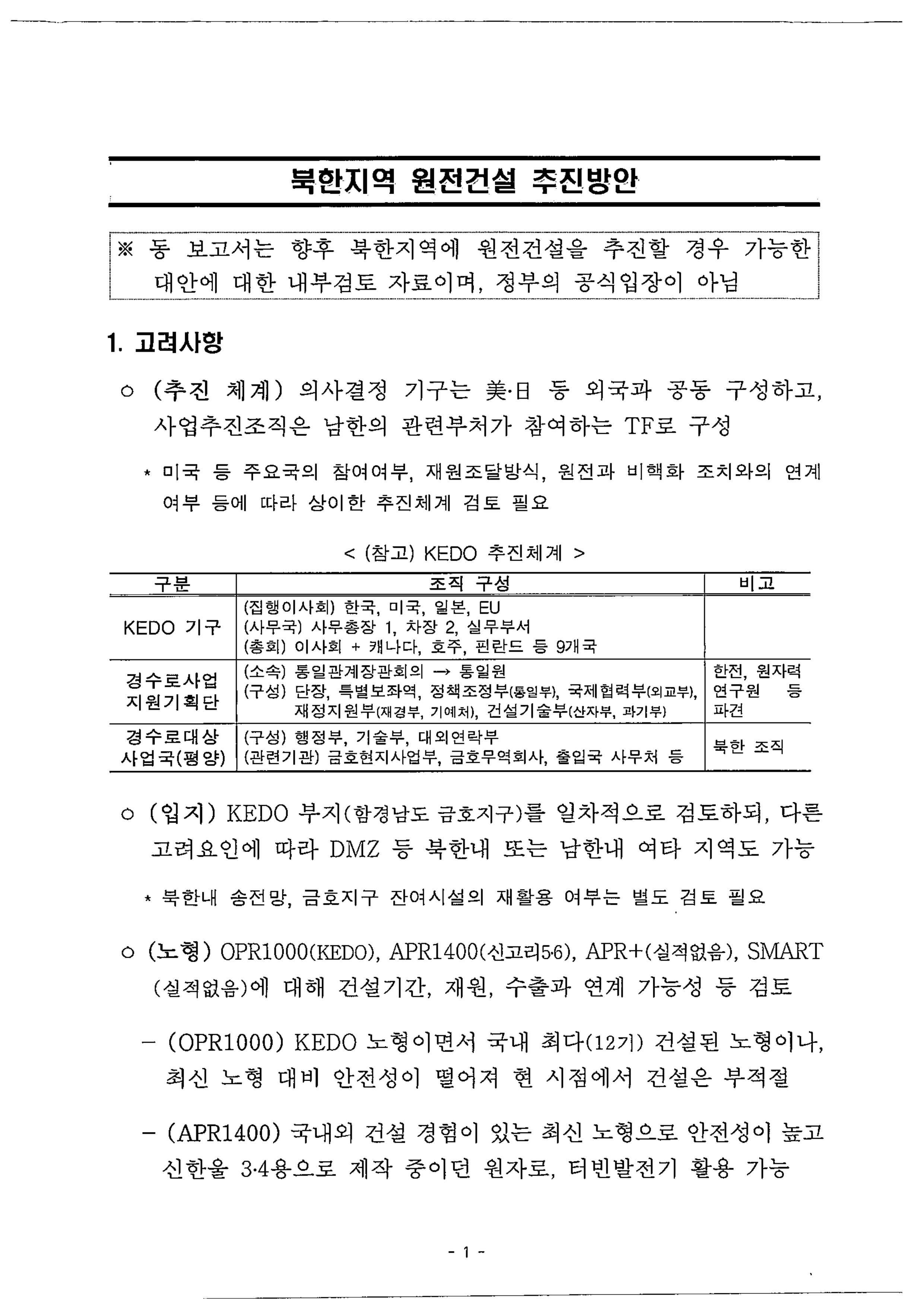
此為韓國產業通商資源部公布「推動北韓建設核電站」1.1版文件，圖中為該文件第一頁

2019年12月24日，韓國原子能委員會通過韓國水電與核電公司在2月所提出的永久關閉月城核電廠1號機組的提案，韓國國會懷疑韓國水電與核電公司提前關閉決定資料的造假，提請韓國監查院進行調查。最终，监察院在2020年10月20日發表的監察報告中，未能就提前關閉月城核電站1號機組是否妥當做出結論，仅認為月城核电站的经济性被不合理地低估，並要求韓國產業通商資源部对故意删除月城核電站1號機組相关资料的2名公务员进行惩戒。
大田地方检察厅在2020年12月2日獲得檢察總長批准，对涉嫌破坏公共电子记录的3名韓國產業通商資源部公务员申请逮捕令。大田地方检察厅刑事5部隨後在2021年1月底調查韓國產業通商資源部公務員涉嫌妨礙韓國監查院監察事件中，發現該部門公務員刪除月城核電站1號機組的530件相關文件資料，刪除的資料中包含命名為、「北核推」在內的資料夾。统一部在1月29日表示，自2018年以來的韓朝合作事項中，並沒有推動在朝鮮建設核電站的案例。统一部长官李仁荣亦在2月1日表示，该部已紧急检查了文件，但没有找到涉及具体施工计划的信息。
資料顯示，該公務員在2019年12月1日刪除對朝鮮支援方案共有17個文件，其中有關推動朝鮮建設核電站的文件共分別有在2018年5月14日製作1.1版及次日製作的1.2版，不同於其他文件有「長官修改」或「BH報告」的標註。在相關文件當中，包含對朝鮮支援的三個不同方案，分別包含由韓半島能源開發機構在原預定建造輕水反應爐的咸镜南道琴湖地区建置新古里核电站5號及6號機組、在非軍事區建置核電站及完成新韓蔚核能發電廠3號及4號機組向朝鮮輸電等三種方案。
韓國產業通商資源部在1月31日召開記者會表示，相關文件只是內部討論韓朝雙方能源合作的想法，沒有成為一個政策實施，並表示相關指控韓國政府祕密推動在朝鮮建設核電站並不屬實，相關文件僅是從創意角度進行的內部研究資料並非政府立場，並稱公布文件會影響法院審理案件而拒絕公開。隨後，韓國產業通商資源部在翌日公開其中一份文件，該文件共有六頁，由正文四頁與參考資料兩頁所組成，文件所擬之可行方案指出可考慮在韓半島能源開發機構所在的咸镜南道琴湖地区實行建設，也可以考虑朝鲜或韩国其他地区。

## 後續反應
韓國在野黨國民力量對此要求查明推動朝鲜建造核电站的幕后指示官员及原因，並要求公開文在寅於南北韓高峰會時交給朝鲜劳动党委员长金正恩的隨身碟內容。青瓦台則表示在野党所谓「政府试图为朝鲜秘密建造核电站」的说法，是没有底线的政治伎俩和麦卡锡主义。對於有關質疑南北韓高峰會時，提供給金正恩的隨身碟是否包含建设发电站的具体方向和方式，青瓦台人員則表示不清楚。前青瓦台国安室长、候任外交部长鄭義溶則表示，向金正恩提供的新经济倡议的文件，包含能源、电力领域的构想，其中僅初步提及有關新再生能源合作、朝鲜老旧水电及火电站的维修、包括蒙古国的东北亚超级电网等，對於核电问题則隻字未提，而亦有與美國政府共享相同的隨身碟資料。
韓國執政黨共同民主黨議員尹準炳於1月31日在個人臉書駁斥在野黨說法，表示550份文件中，有220多份是前總統朴槿惠政府時期的構想，也包括提議在朝鮮建設核電站的内部資料，被删除的文件中僅有30多份是文在寅政府創建的，多為月城何電廠1號機組的經濟評估報告。共同民主黨發言人申榮大在同日表示，在朝鮮蓋核電站的構想早在2010年前總統李明博執政時期便存在，並表示對於失去現實判斷力的最大在野黨的批評感到失望。
韓國在野黨正義黨首席發言人鄭浩振對於國民力量的批評表示「想也知道是不可能發生的，就算是三歲小孩也知道」，更在記者會抨擊國民力量對政府的質疑，稱國民力量把南北韓高峰會比擬成什麼大交易般，誇大疑惑，並指國民力量热衷於政治攻勢的行為是「厚顏無恥、不負責任」。執政黨共同民主黨亦反批評國民力量，指在野黨和保守團體在選舉前夕再次展現「亡國論」，並稱在野黨指責政府秘密推動在北韓建設核電站的想像力令人不禁失笑。據韓國媒體《東亞日報》的社論指出，此次事件迫近首爾和釜山市長補選，也是2022年3月總統選舉的前哨戰，且在野黨近4年來在國會選舉、地方選舉和總統選舉中接連落敗，這次的市長補選將其推向一個重要的十字路口。日本媒體《日經新聞》的評論也指出，此次事件亦成為希望推翻左派政府的保守反對黨的有力武器。
韓國媒體《朝鮮日報》指出，在南北韓高峰會後有媒體將影像交給擅長讀唇語的專家分析，發現文在寅確實曾對金正恩表示「發電廠問題......」。對此，前青瓦台幕僚趙漢起表示，當時其作為總統直屬秘書官，會談時與朝方的金昌善在現場待命，且會談場面是直接向全球直播的，並表示除就寢時間以外，幾乎是隨側於總統，未嘗聽聞為北韓建設核電廠之類的提議。韓國執政黨共同民主黨黨魁李洛淵則在2月2日國會發表交涉團體代表演說時亦駁斥了相關說法，並指出南北韓高峰會时并未曾商討“援朝建核电站”问题。
韩国外交部前政策企划官申范澈告诉美国之音，“韩国政府的立场是，只是探讨了如何根据朝鲜的无核化阶段提供能源，因此并不违反联合国制裁。真相究竟如何实际上还不清楚，有待检方的调查。”前國際原子能機構副總幹事奧利·海諾寧在2月2日接受美國之音採訪時表示，核電站不是南北韓獨自協商後就能建立的設施，並表示若朝鮮不重新加入《核武禁擴條約》，在其境內就無法建造核反應堆。韓國總理丁世均在2月4日接受韓國國會質詢時，亦表示在朝鮮建造核電站共分別有朝鲜重返《核武禁擴條約》、接受国际原子能机构核查、與美國政府谈判等條件。

## 延伸事件

### 對韓國廢核政策的質疑
韓國總統文在寅在2017年6月19日出席古里核電廠誓言廢除韓國所有新核電廠計畫，至於等待退役的核電機組也不會延長使用年限。在此次事件所披露的报告显示韓國政府基于向朝鮮提供电力援助为基础，讨论为朝方建造核电厂，但韩方当时表明国内不再有新建核电厂，因此在此次事件中，曾任國會議員的羅卿瑗提出質疑，表示“韩国是不是要消除核电站？是不是要在朝鲜面前‘进贡核电站’？”。國民之黨黨代表安哲秀則在臉書上表示「我們中斷核電廠卻在北韓建造核電廠若屬實，任誰看到都會覺得無語與矛盾」，呼籲政府要在國民面前查明真相。

### 推動天然氣發電廠疑雲
韓國在野黨國民力量國會議員李喆圭，公布一份在2019年完成的文件，指韓國石油公社某高層曾與朝鮮民族經濟合作聯合會参事李浩南見面，提議協助朝鮮建設天然氣發電廠。對此，统一部表示雙方會面是符合《韩朝交流合作法》的程序並完成相關的報告，同時指出雙方會面是探討韓朝經濟合作重啟的可能性，並否認協助朝鮮建設天然氣發電廠的說法。

### 韓國石油公社亦曾探討相關推動建設
韓國在野黨國民力量國會議員尹永硕，公开了韓國石油公社在2018年7月委托國民大學校企合作团製作的“朝鲜能源现状与天然气产业合作方案研究报告”，研究经费5100万韩元，報告當中亦有探討考虑援建朝鲜核电站。韓國石油公社則對此表示，該報告基於2018年韓朝雙方經濟合作討論，探討包含鐵路在內的能源議題，並非單探討在朝鮮建立核電站，而是基於整個能源展開學術研究，完全沒有政治意圖。

## 註解
1. ↑  芬蘭語意為北方[8]。
2. ↑  ／，為「北韓核電廠推動」（／）的縮寫[9][10]。
3. ↑  「BH」即「Blue House」的縮寫，指青瓦台[14][15]。